# 托马什·许布施曼
托马什·许布施曼（捷克語：Tomáš Hübschman），捷克足球運動員，司職中後衛或防守型中場。他現在效力于捷克足球甲級聯賽球隊亚布洛内茨足球俱乐部。他也代表捷克國家足球隊參賽。

## 外部連結
- Hübschman's official website，存档于（存檔日期 2007-08-09）
- 托马什·许布施曼在 National-Football-Teams.com 上的出场纪录